# El Miracle de Sant Ildefons (escultura)
El miracle de Sant Ildefons, també conegut com La imposició de la casulla a Sant Ildefons és un alt-relleu, obra d'El Greco, actualment a la sagristia de la Catedral de Toledo.

## Temàtica de l'obra
Segons una llegenda, la nit del 18 de desembre de 665, Ildefons de Toledo i dos diaques van entrar a una capella que lluïa hermosament. Van trobar la Mare de Déu asseguda a la càtedra episcopal, amb un grup de verges que entonaven càntics. Maria va dir a Ildefons: "Tu ets el meu capellà i notari fidel; rep aquesta casulla que el meu fill t'envia del seu tresor". La mateixa Maria li va imposar la casulla i li digué que només la fes servir en els dies festius en honor seu.

## Anàlisi de l'obra
Fusta tallada, daurada i posteriorment policromada; 85 x 125 cm.; catedral de Toledo, sagristia.
La Verge és representada girada lleugerament vers la seva dreta, damunt núvols i caparrons d'angelets. Recorda força el model i la disposició que hi ha a la Glòria de L'enterrament del comte d'Orgaz. Porta un ample i pesat mantell sobre el cap, i es disposa a lliurar la casulla a Sant Ildefons. Quatre àngels jovencells la rodegen, amb llurs tors i extremitats nus. Tres ajuden la Verge, i el quart sosté la mitra d'Ildefons.
Aquesta talla va ser en principi daurada, i posteriorment pintada un tant matusserament en policromía, amb la qual cosa va perdre en part la puresa de línies i de modelatge, especialment en els rostres, mans i altres carnacions.Tot i així, és l'exemplar més important que ha arribat fins a l'actualitat per tal de jutjar l'escultura d'El Greco. Tant l'expressió de les figures i la composició del grup, com les proporcions i els plegat de llurs vestimentes, tot assenyala els trets originals del mestre cretenc.

## Procedència de l'obra
Manuel B. Cossío comenta que va descobrir aquest relleu, que havia format part de l'altar que El Greco va fer per a L'Espoli (Catedral de Toledo). Des de finals del segle xviii, aquest altar va ser desmontat i va desaparèixer de la Catedral. El punt de partida fou la menció que de l'esmentat retaule fa l'Arquebisbe Sandoval i Roxas en 1601, a saber:"el banco unas figuras de talla, también doradas, que son cuando Nuestra Señora echó la casulla, que lleva por detrás señales claras de haber sido arrancado del banco del altar donde El Greco lo puso. Hoy se conserva cuidadosamente en el Salón principal del Seminario". A partir d'aquestes dades, l'any 1901 Manuel B. Cossío va tenir la fortuna de trobar-lo després de molt de temps d'intentar-ho sense èxit, en el Seminari de Toledo.